# Sân bay Maastricht Aachen
Sân bay Maastricht Aachen (IATA: MST, ICAO: EHBK) là một sân bay khu vực trong Beek, Hà Lan, nằm 5 hải lý (9,3 km; 5,8 mi) về phía đông bắc của Maastricht và 15 hải lý (28 km; 17 mi) về phía tây bắc của Aachen, Đức. Nó là trung tâm lớn thứ hai cho các chuyến bay chở hàng ở Hà Lan. Tính đến năm 2011, sân bay này đã có lượng hành khách 360.000 lượt và xử lý 92.500 tấn hàng hóa.
Trung tâm Kiểm soát Thượng Maastricht (MUAC) của Tổ chức châu Âu về an toàn vận tải hàng không (EUROCONTROL) cũng tọa lạc tại sân bay này.